# Tetrascapha krysiae
Tetrascapha krysiae är en skalbaggsart som beskrevs av Chandler 1983. Tetrascapha krysiae ingår i släktet Tetrascapha och familjen kortvingar. Inga underarter finns listade i Catalogue of Life.